# The Latin Brothers

The Latin Brothers est un orchestre de salsa colombien. Il a été fondé par Julio Ernesto Estrada "Fruko" en 1974 en tant que "projet parallèle" de Fruko y sus Tesos. 
Actuellement, le groupe est dirigé par Julio Estrada López "Fruko Jr".

## Origines
L'arrivée triomphale dans l'orchestre de Fruko y sus Tesos de Joe Arroyo et Wilson Manyoma (Wilson Saoko), qui se sont imposés en tant que chanteurs solistes au sein du groupe, a conduit au départ de Piper pimienta, à la suite de quoi Fruko et les frères Fuentes, propriétaires du label Discos Fuentes,  ont pris la décision de créer un nouvel orchestre où 'Piper Pimienta' serait le chanteur leader, et ils lui ont donné le nom de The Latin Brothers.
En 1974 paraît le premier album de l'orchestre The Latin Brothers, avec la voix principale de celui qui a imposé les premiers succès de l'orchestre, Píper Pimienta Díaz.
Actuellement, The Latin Brothers est dirigé par le Julio Estrada López 'Fruko Jr.' fils de Julio Ernesto Estrada 'Fruko', membre, arrangeur et producteur d'orchestres renommés tels que Sonora Carruseles, La Sonora Dinamita, Banda la Bocana, Fruko y sus Tesos, entre autres.
Parmi les musiciens qui ont fait partie des deux orchestres se trouve Fruko lui-même, qui a participé à des enregistrements de Fruko y sus Tesos, The Latin Brothers, La Sonora Dinamita, Los Tupamaros, Gabriel Romero, Los Líderes, Los Bestiales, KV33, Bocana, Afrosound, entre autres; Il continue également à collaborer en tant que producteur et instrumentiste dans diverses productions musicales. 
Le Cubain Alfredo de La Fé nommé pour deux Grammy Awards en 1980 et violoniste de l'année de 1977 à 1981 aux Latin New York Awards, est un autre des musiciens célèbres qui ont travaillé avec The Latin Brothers, ainsi que les chanteurs Will Pertuz et Yorthley Rivas, qui ont également enregistré pour Cariaco, Piper Pimienta qui a interprété son célèbre hit "Las caleñas son como las Flores" et Joseíto Martínez qui avec la chanson "Sobre las olas" a réalisé un hit d'importance internationale pour The Latin Brothers, entre autres.
Aujourd'hui, The Latin Brothers est fier d'avoir été la plate-forme idéale pour propulser divers chanteurs et instrumentistes vers la célébrité; L'un de ces musiciens est Gustavo García "Pantera", un tromboniste qui faisait partie de la formation originale de Fruko y sus Tesos et Latin Brothers .

## Chanteurs
Ont notamment chanté avec The Latin Brothers :
- Piper Pimienta
- Joe Arroyo
- Wilson Saoko (es)
- John Jairo Murillo (es)
- Juan Carlos Coronel (es)
- Gabino Pampini
- Saulo Sánchez
- Morist Jiménez
- Joseíto Martínez
- Brigido "Macondo" Chaverra (surnommé "L'Oscar D'León colombien")
- Mauricio Mosquera
- Diego Benjumea
- Carlos Mario Rendón
- Jorge Grajales 'Escalera
- Panchita Estéfania